# 張辛欣
張 辛欣（ちょう しんきん、Zhang Xinxin、1953年 - ）は中華人民共和国の作家・演出家・マルチメディアクリエーター・翻訳家。
南京市に生まれ、北京市で育ち、青年時代を農業ワーカー、兵士、看護婦として過ごした後、演劇大学に入学。1970年代末に作品を発表しはじめ、現在に至るまで創作活動を続けている。

## 生涯

### 小学校卒業まで
1953年に南京に生まれる。父親は軍隊所属の作家で、母親は新華社通信のニュース写真家。幼少時は北京郊外で共産党幹部の子弟たちのために特設された全寮制幼稚園に入っていたが、小学生のときに北京市内の胡同にある軍官寮となった古い屋敷に引っ越し、北京庶民の生活に溶け込むことができた。
文学、絵描き、踊り、講談など、あらゆる芸術表現に興味を持ち、自ら友だちを相手に披露した。1966年に小学校を卒業。その夏に文化大革命が始まる。

### 大学入学まで
文化大革命のため、有名無実の中学校時代を送った。
1969年に「上山下郷」という国策に従い、大勢の同年代の青年とともに僻地に行き、最北の黒龍江省にある未開地を開墾する農業ワーカーになった。やがて軍隊に入隊して兵士になったが、重い病気に罹り、二年間の入院生活を送らざるを経なかった。退院後は看護婦になり、婦長まで務めたあと、当時の唯一の大学入学手段である職場全従業員による推薦に挑戦するものの落選する。看護婦を辞め、医大での行政の仕事に転職し、小説を発表し始めた。

### 中国での創作活動
1977年に中国で大学入試が復活し、1979年に中央演劇大学の演出専攻に入学。在学中に発表した小説がセンセーションと論争を巻き起こし、卒業時はどこにも就職できないような状態に追いこめられ、当時の社会では極めて珍しいフリーランサーになった。
1984年より100人の中国人にその人生経験を聞き、翌年にノンフィクション『金は天から降ってこない : フツー人の中国』を発表、同時に五つの文学雑誌で掲載され、やがて11ヶ国語に翻訳出版された。
1985年に自転車で総長2500キロの京杭大運河を走行し、沿岸で出会った人々の物語を聞いていた。その始終を記録したテレビ番組『運河人』のリポーター、キャスター、ディレクターを務め、番組は広い人気を博した。
テレビのほか、本業の舞台・テレビ・イベントの演出や映画、ドラマの脚本も手がける。1988年に伝統芸能の重鎮である天津市のラジオ局で、自らの探偵小説作品『封／片／連』を長編講談の形で演じ、天津の聴衆の好評を得た。

### 渡米
1980年代中ごろより役者や作家として幾度かノルウェー、西ドイツ、アメリカ、フランス、香港を訪問し、外国の文化の豊かさに開眼。より精神的に豊かな生活を求め、中国での地位を捨て、自らに「流刑」を処するしかないと決心。1988年にコーネル大学の訪問学者として渡米し、その後はアメリカジョージア大学やフランス文化省の訪問学者を歴任する。1990年代以降は弁護士事務所を経営する夫と共にアトランタで暮らす。

### アメリカでの生活
普段は社交生活を最小限に抑え創作活動に集中する。一方、メジャーな新聞と雑誌を通読し、社会の動きや最新技術に深い興味を持つ。1990年代の密航の構造から近年のウォールストリート占拠まで、アメリカ社会のシビアな面をユニークかつ鋭い視点で紹介する。
一度交通事故に遭い、一時危篤状態に陥った。以来脊椎の損傷で長時間座ることができなくなるが、それでも毎日殆どの時間を創作活動に費やす。延べ20年間かけて、自分の半生を小説に綴り、2011年に『私/Me』というタイトルの長編を出版。スウェーデン在住の作家・翻訳家である萬之（Chen Maiping）氏に、多声的な構造を持つ画期的な作品、と絶賛された。

### デジタル時代のチャレンジ
幼少時代から美術に興味を持ち、アメリカの家では合間を縫ってブリューゲルやゴッホ、デイヴィッド・ホックニーなどの作品を模写する。アメリカでコミックブームが起き、何人もの図書代理人に促され、学校をさぼる小さな子どもが子さらいを探す話をグラフィック小説（graphic novel）に作成する。原稿が完成されたときにはコミックブームはすでに冷めて、出版業界から敬遠されるようになったため、自ら電子ブックを出版させることを決意。
iPad購入や無料ソフトの検索からはじめ、友人、ネットで知り合った仲間の協力のもと、当初の電子絵本から音響と音声ナレーション付きのマルチブックに仕上げた。2012年に英語版“Pai Hua Zi and the Clever Girl”をiBookで出版。その後Appleのアジア言語出版における理不尽な制限に向かい交渉を繰り返し、ついに2013年に中国語版も出版させた。
2013年には中国で印刷出版し、本の内容に因んだ彼女による講談を中国各地で展開させた。この電子絵本の日本語版『子さらいと女の子』は2015年4月にアマゾンで電子出版された。2013年に中国の古典怪異譚『聊齋志異』の物語をも電子絵本に作成し、彼女の語りでネットラジオ劇を製作・公開。

## 主要著作

### 書籍
邦訳
- ノンフィクション
  - 『金は天から降ってこない : フツー人の中国』（1986、共作）平凡社ほか計11カ国にて出版
- 短編小説
  - 『同じ地平に立って』（1981）徳間書店ほか計4カ国にて出版
  - 『狂乱の君子蘭』(1987）徳間書店ほか計３カ国にて出版
- 絵本小説
  - 『子さらいと女の子』（2015）アマゾンKDPにて出版

未邦訳(2015年4月時点)
- 自伝長編小説
  - 『私/Me』（2011）中国にて出版
- SF小説
  - 『龍の食物』（2011）　中、英にて発表
  - 『IT84』(2018 ) 　中国にて出版
- 探偵小説
  - 『封／片／連』（1988）中、仏にて出版
- 短編小説
  - 『今回あなたはどの半分を演じる？』（1988）中、台、仏にて出版）
- ノンフィクション
  - 『途上にて』(1990)（中、香港、仏にて出版）
  - 『私が知っているボイス・オブ・アメリカ』(2000)
  - 『東西一人歩み』(2001)
  - 『私のハリウッド大学』(2003)
  - 『ウォールストリート占領』(2013)
  - 『さすらいを選ぶ』（2016）（英語：MY Forgery Career）
  - 『私の偽造人生』（2017） （英語：MY Forgery Career）

### 翻訳
- American Law For the Chinese Businessman共作・中訳（1997）（香港・中にて出版）
- 『ウォー・ホース 〜戦火の馬〜』（原題：War Horse）脚本中訳（2015）（中国国家話劇院より上演）

### マルチメディア
- テレビ番組ディレクター・リポーター・司会者
  - 『運河の人々』（1985）中国中央テレビ局
- 演出
  - 『今夜は普段通りに上演』(1987)　北京人民劇院
- 映画脚本
  - The Chess Master  (西安映画製作所 1988)　など三部
- 自作小説連続講談
  - 『封／片／連』(1988)　天津人民ラジオ局
- 原稿・放送
  - 『作家手記』(1997-2003) 「ボイス・オブ・アメリカ」放送局
- 連続TVドラマ脚本・監督
  - 『珍郵謎案』(1998)　China International Television Corporation
- 絵本小説；
  - 『子さらいと女の子』（Pai Hua Zi and the Clever Girl） (2012)  英語iBooks版；(2013) 中国語iBooks版、マルチメディア版、紙版；（2015）日本語版　
  - 『辛欣聊齋』 (2013)　中国語デジタル版、ネットラジオ劇
- テレビ番組制作、映像制作など